# Architectuur in Friesland
In Friesland bevinden zich vele bouwwerken en plaatsen die als bezienswaardigheid een bezoek waard zijn. In dit overzicht vallen de meeste onder de monumentenzorg.

## Beschermde stads- en dorpsgezichten in Friesland
De Friese elf steden zijn allemaal beschermd stadsgezicht. Ook zijn er tientallen plaatsen beschermd dorpsgezicht.

## Bijzondere bouwwerken

### Top 100 van de Rijksdienst voor de Monumentenzorg in Friesland
In de Top 100 van de Rijksdienst voor de Monumentenzorg staan drie rijksmonumenten uit Friesland. Het ir. D.F. Woudagemaal is het enige bouwwerk dat tot het Werelderfgoed behoort.

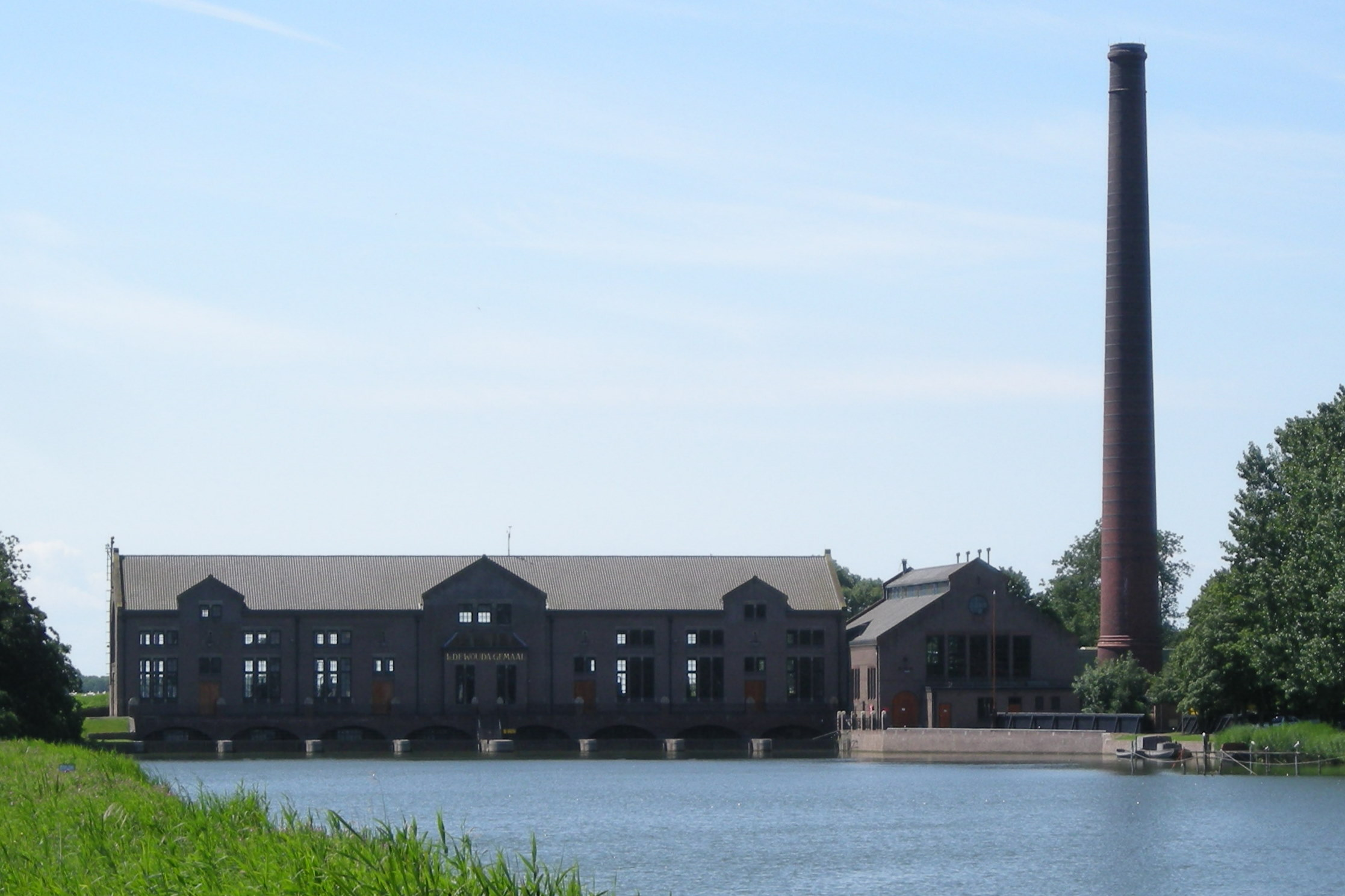
ir. D.F. Woudagemaal
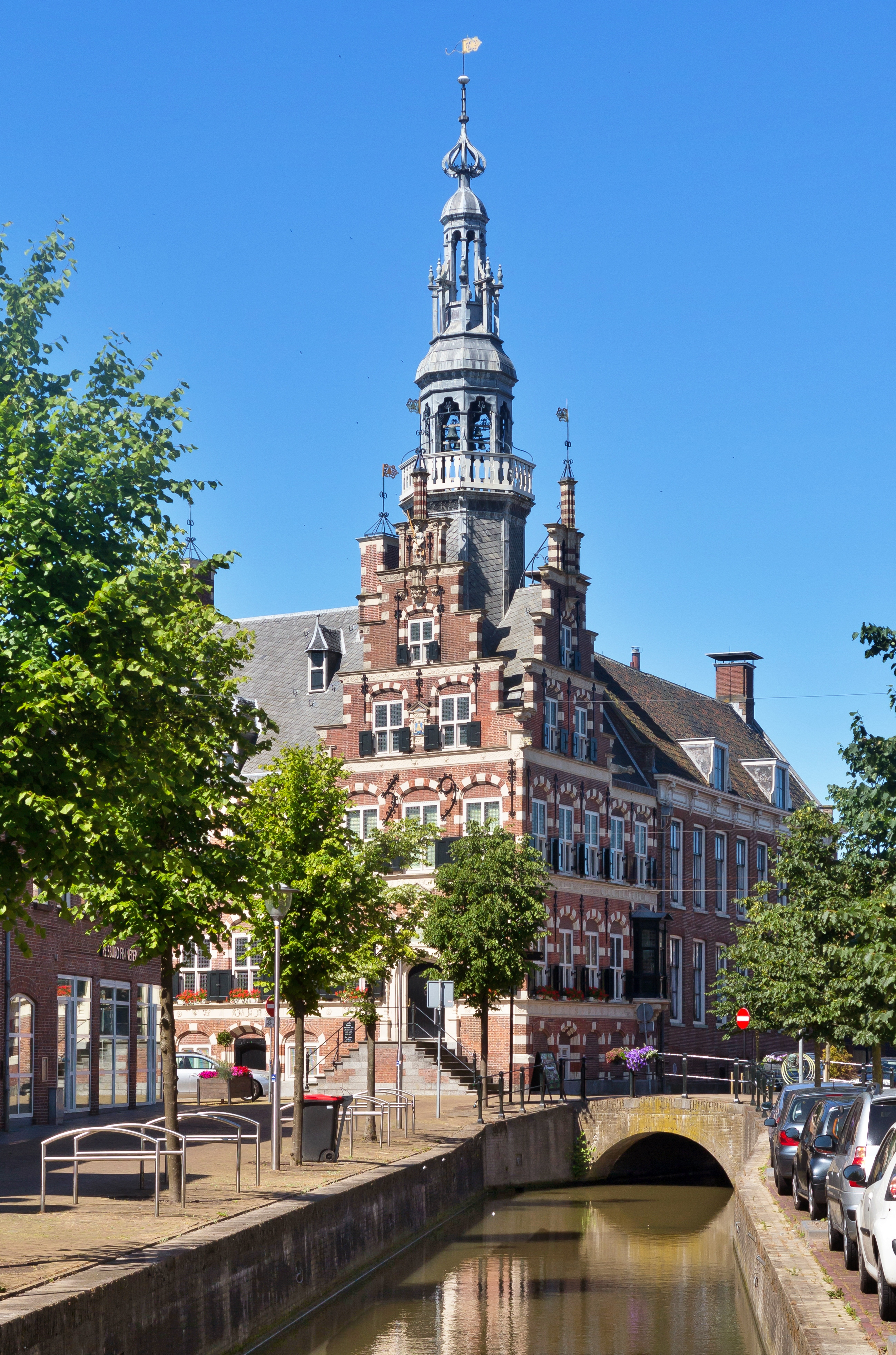
Stadhuis van Franeker
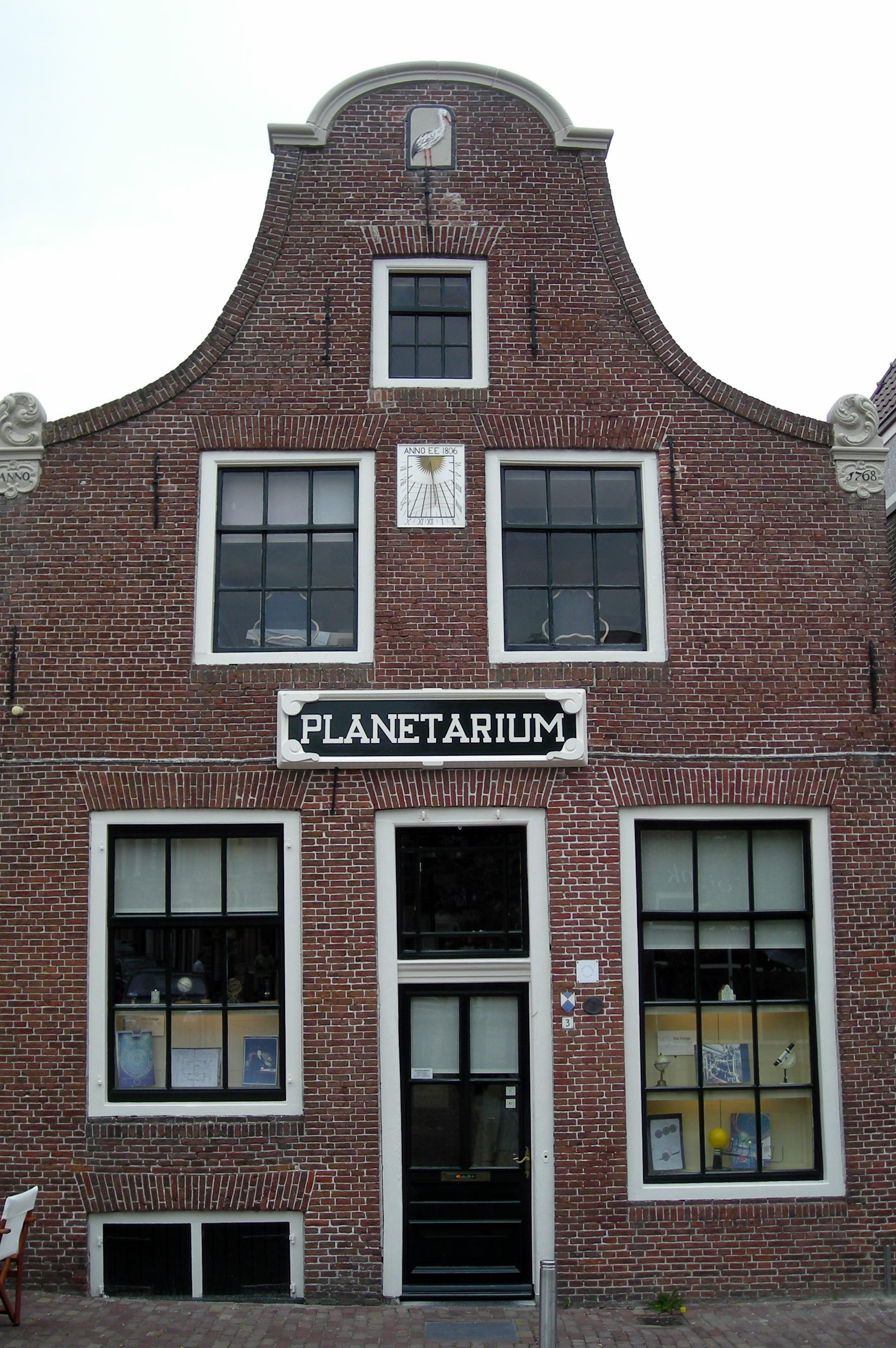
Planetarium Eise Eisinga

### Uniek, hoog of bijzonder

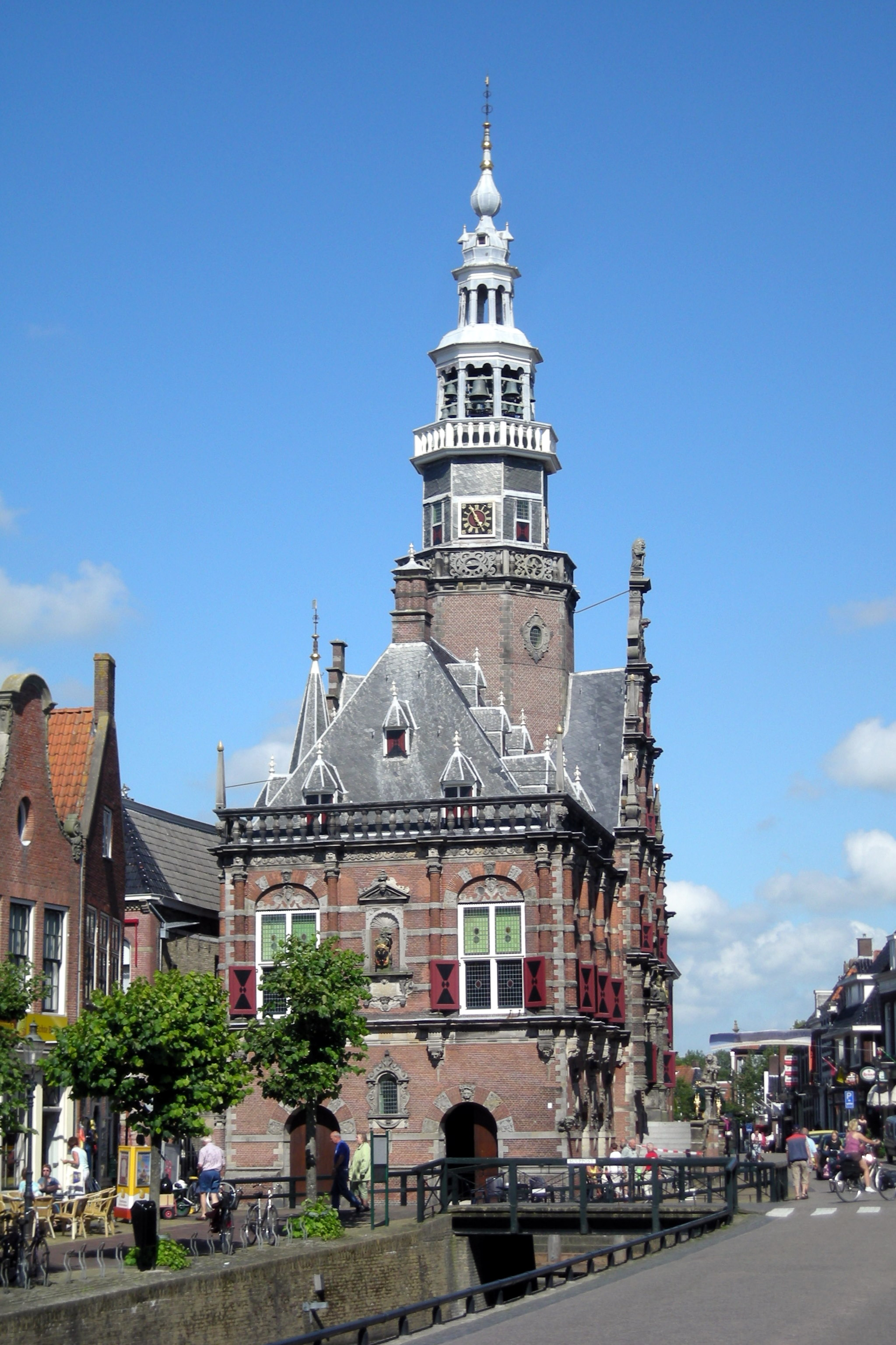
Stadhuis van Bolsward
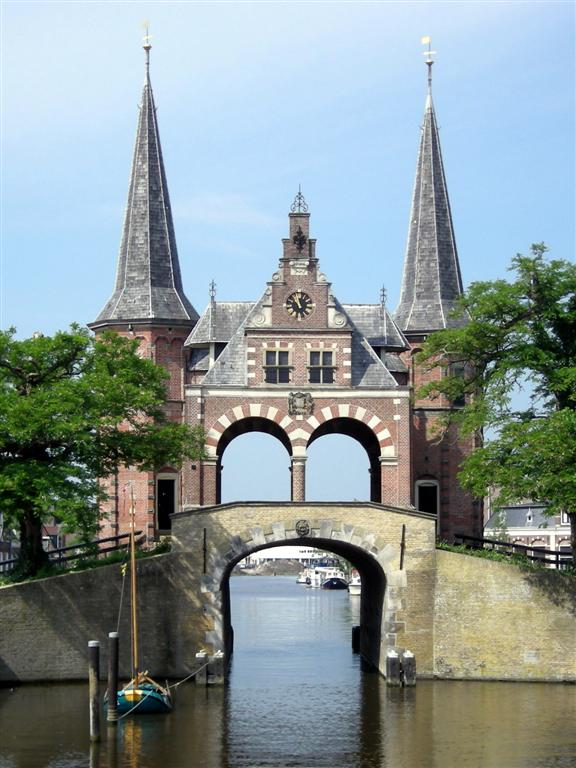
Waterpoort van Sneek
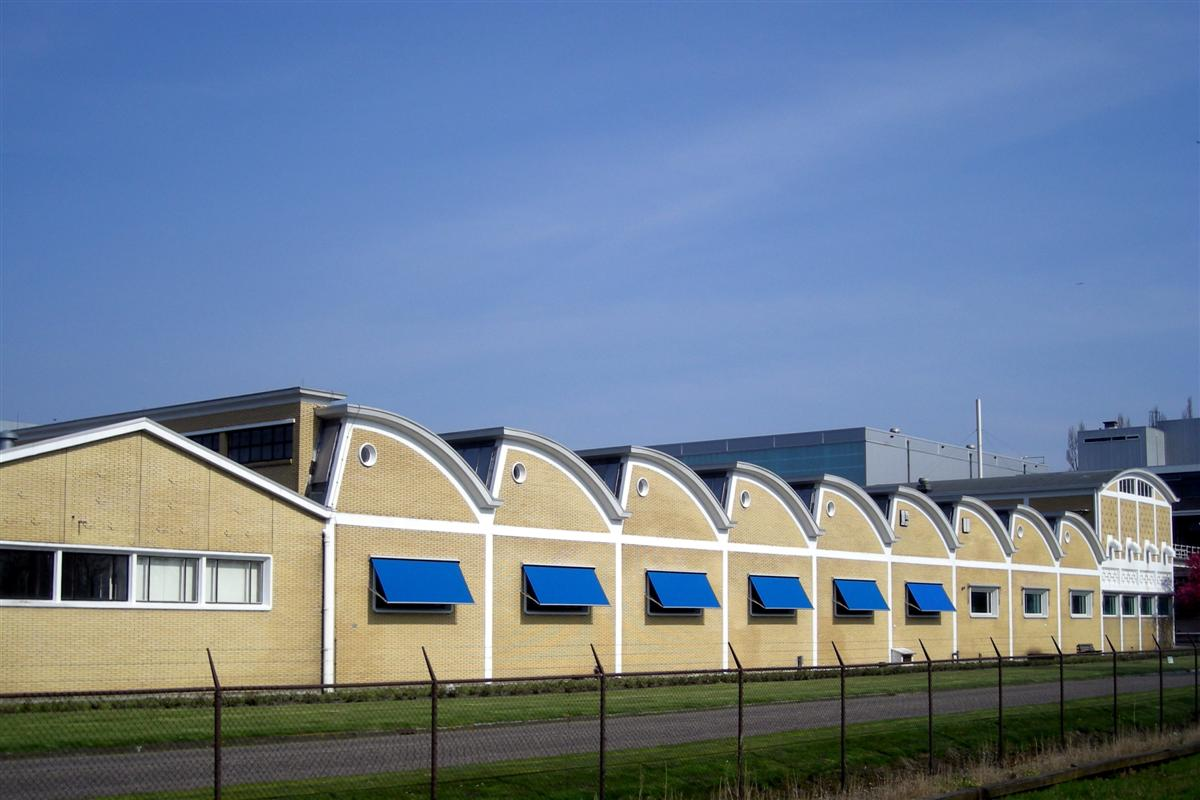
Tonnemafabriek
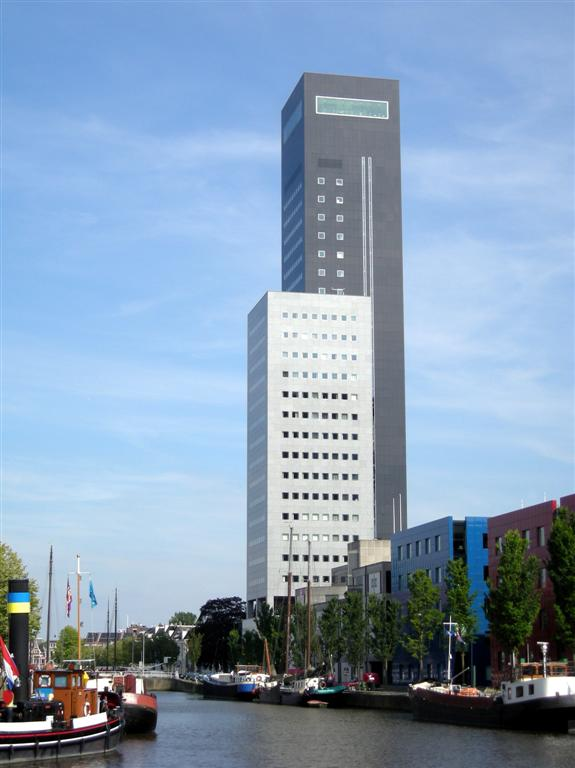
Achmeatoren

De Tonnemafabriek in Sneek is een van de twee rijksmonumenten in Friesland uit de periode 1940-1958.
Het stadhuis van Bolsward (1617) is een gebouw uit de Renaissance.
De Achmeatoren is het hoogste gebouw van Friesland (Zie ook: lijst van hoogste gebouwen van Leeuwarden).

### Bouwwerken die een prijs hebben gewonnen
Behalve mooi zijn er ook gebouwen die een prijs hebben gewonnen in een bepaalde categorie.

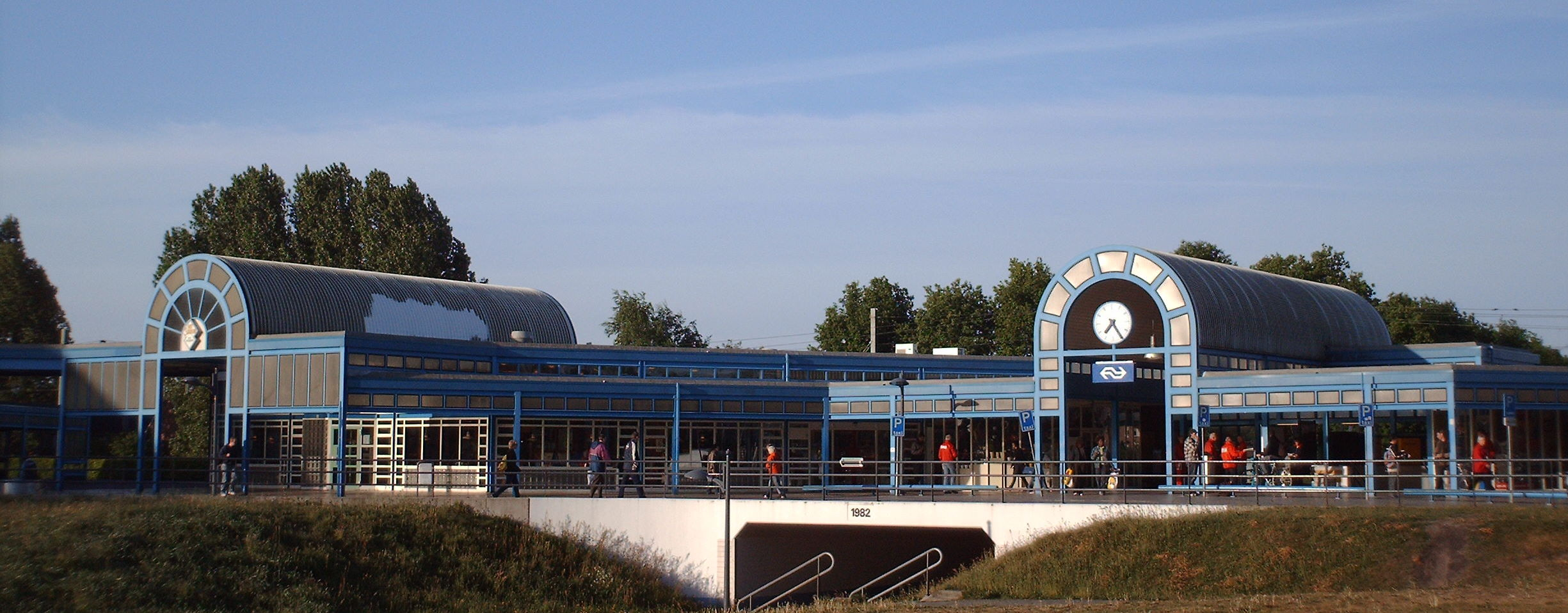
Station Heerenveen Brunel Award (1985) een designprijs voor het spoorbedrijf.
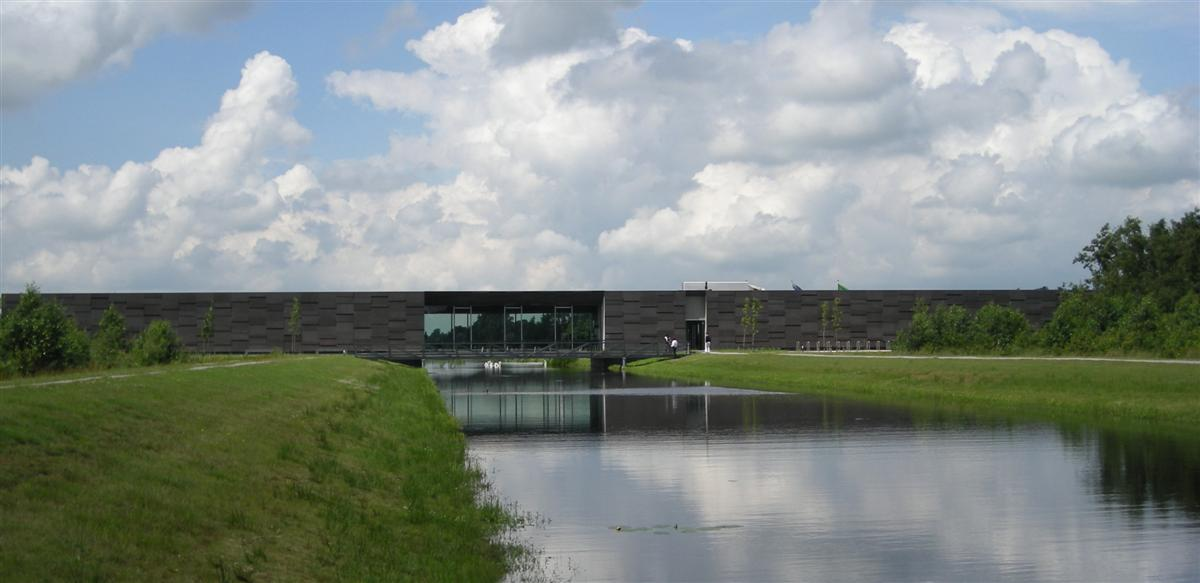
Museum Belvédère BNA Gebouw van het Jaar 2006.

De provincie Friesland heeft sinds 2000 de Vredeman de Vriesprijs voor architectuur en voor vormgeving.

### Afsluitdijk
Het Zuiderzeewerk de Afsluitdijk ligt voor het grootste deel in Friesland. Op dit tot de gemeente Súdwest-Fryslân behorende deel bevinden zich enkele rijksmonumenten: De Lorentzsluizen, de grenspaal, het voormalige douanekantoor en de Stelling Kornwerderzand.

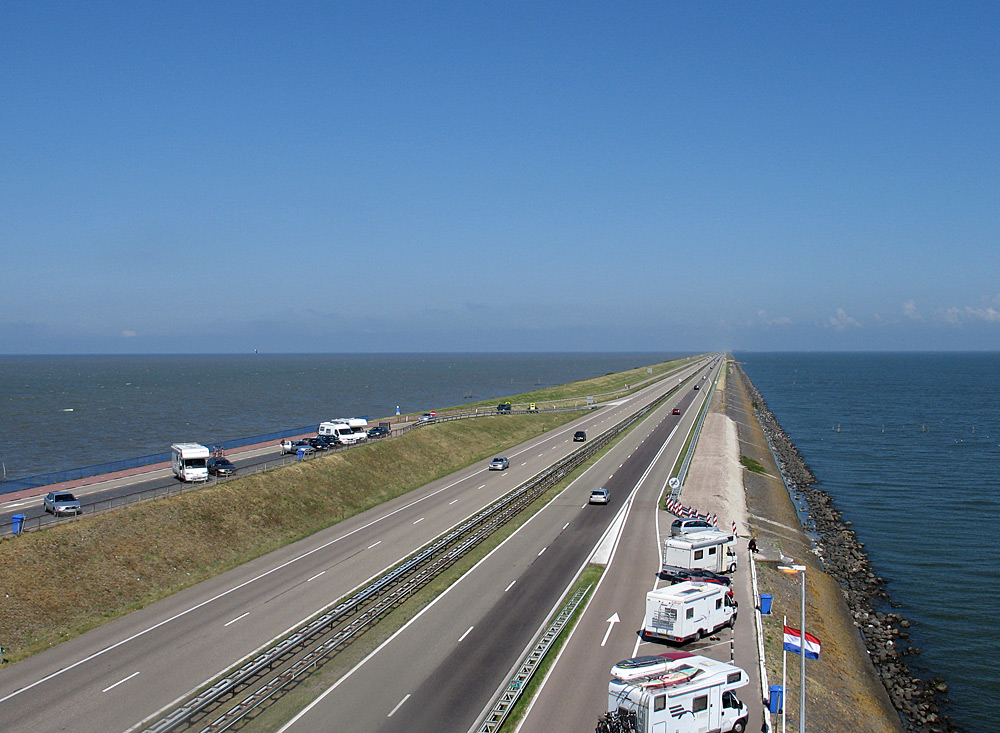
Afsluitdijk
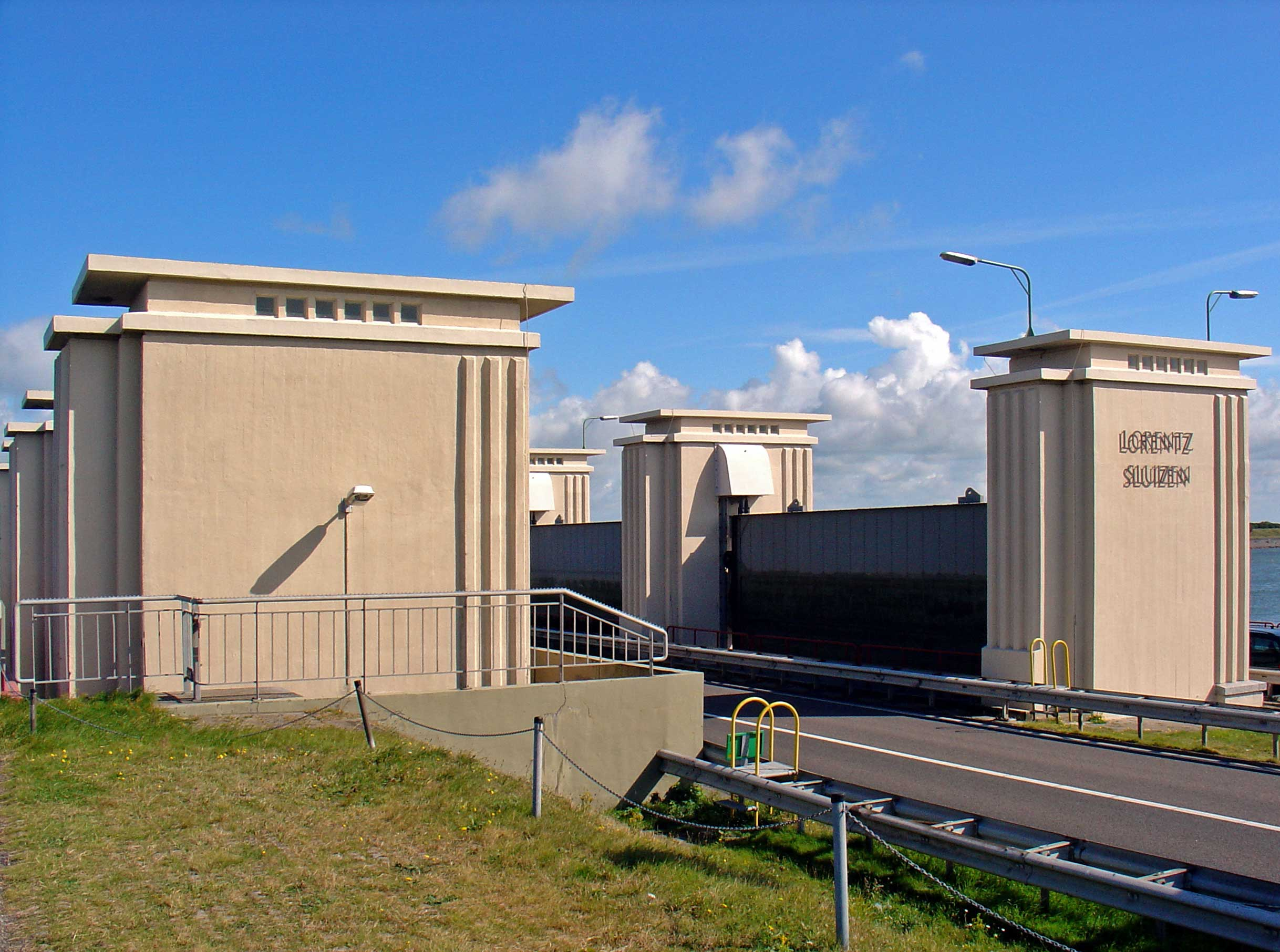
Lorentzsluizen

## Architectuur in Friesland
In de volgende artikelen wordt per categorie een overzicht gegeven van de bouwwerken met aandacht voor de geschiedenis en architectuur.
De categorie klokkenstoel is bijzonder, omdat het een typisch Fries bouwwerk is. De kerken en klokkenstoelen zijn van groot cultuurhistorisch belang. De waaggebouwen en watertorens hebben hun functie verloren, zodat er naar een nieuwe bestemming gezocht moet worden. Van de meer dan tweeduizend windmolens in Friesland zijn er slechts honderd bewaard gebleven. Van de kloosters in Friesland is weinig overgebleven. De aquaducten behoren tot de nieuwste bouwwerken in Friesland.

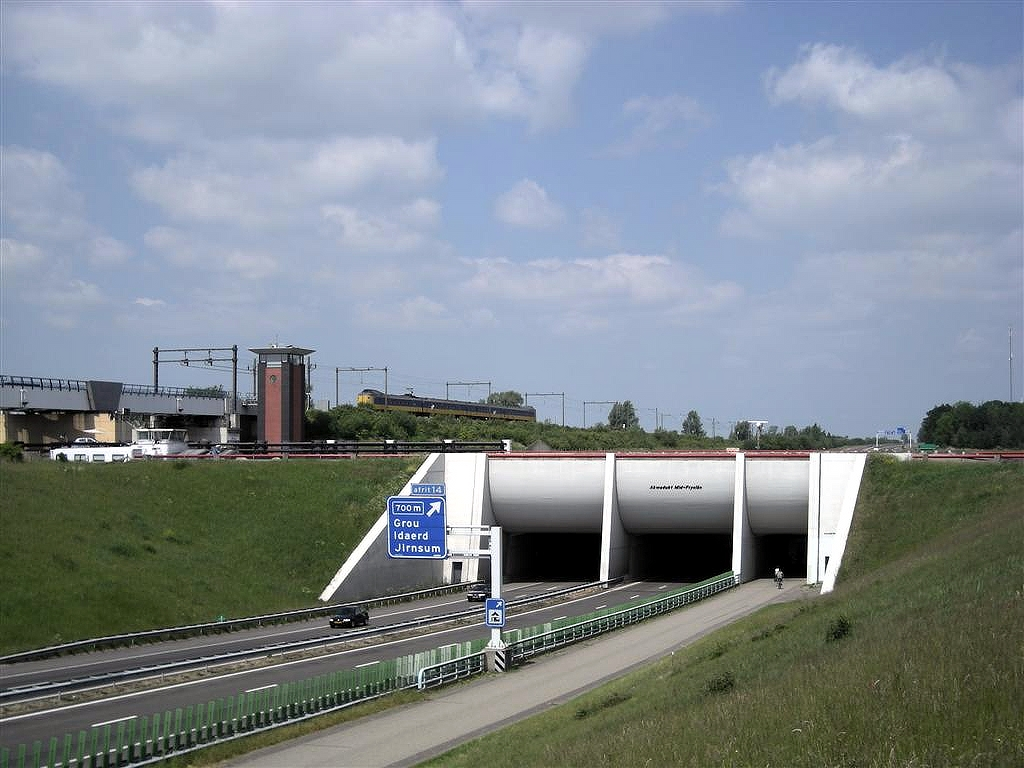
Aquaducten
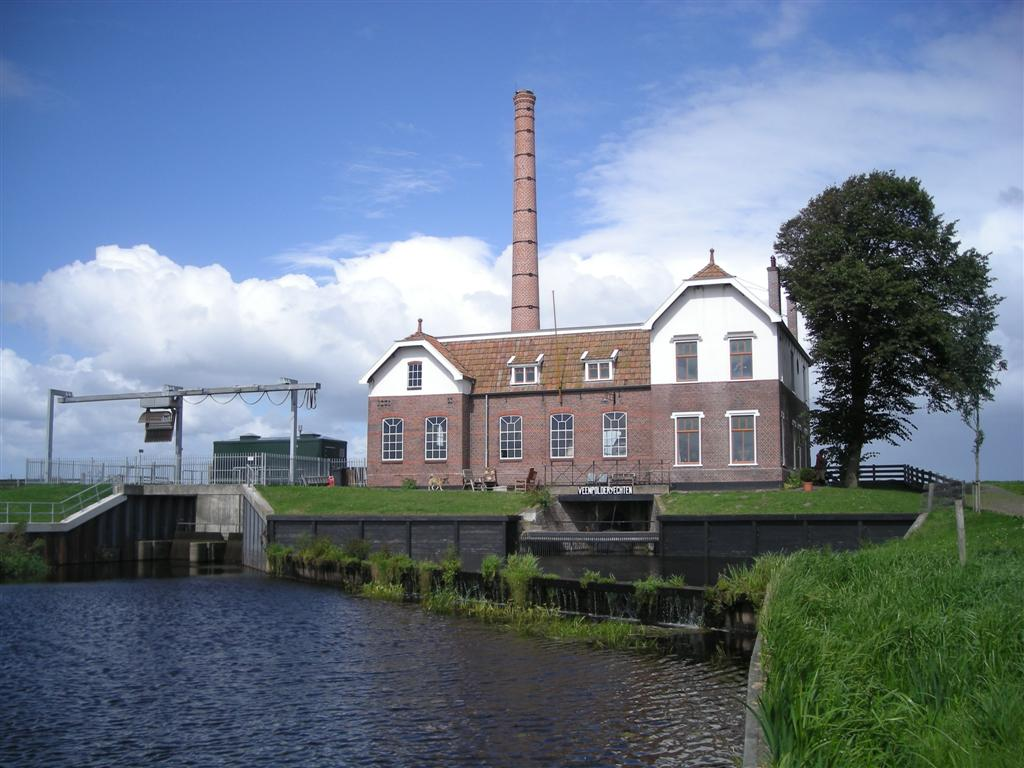
Gemalen
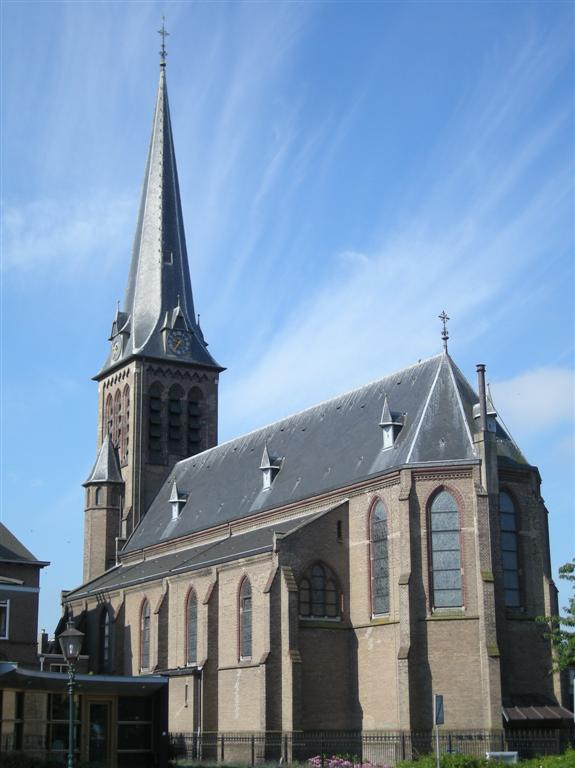
Kerkgebouwen
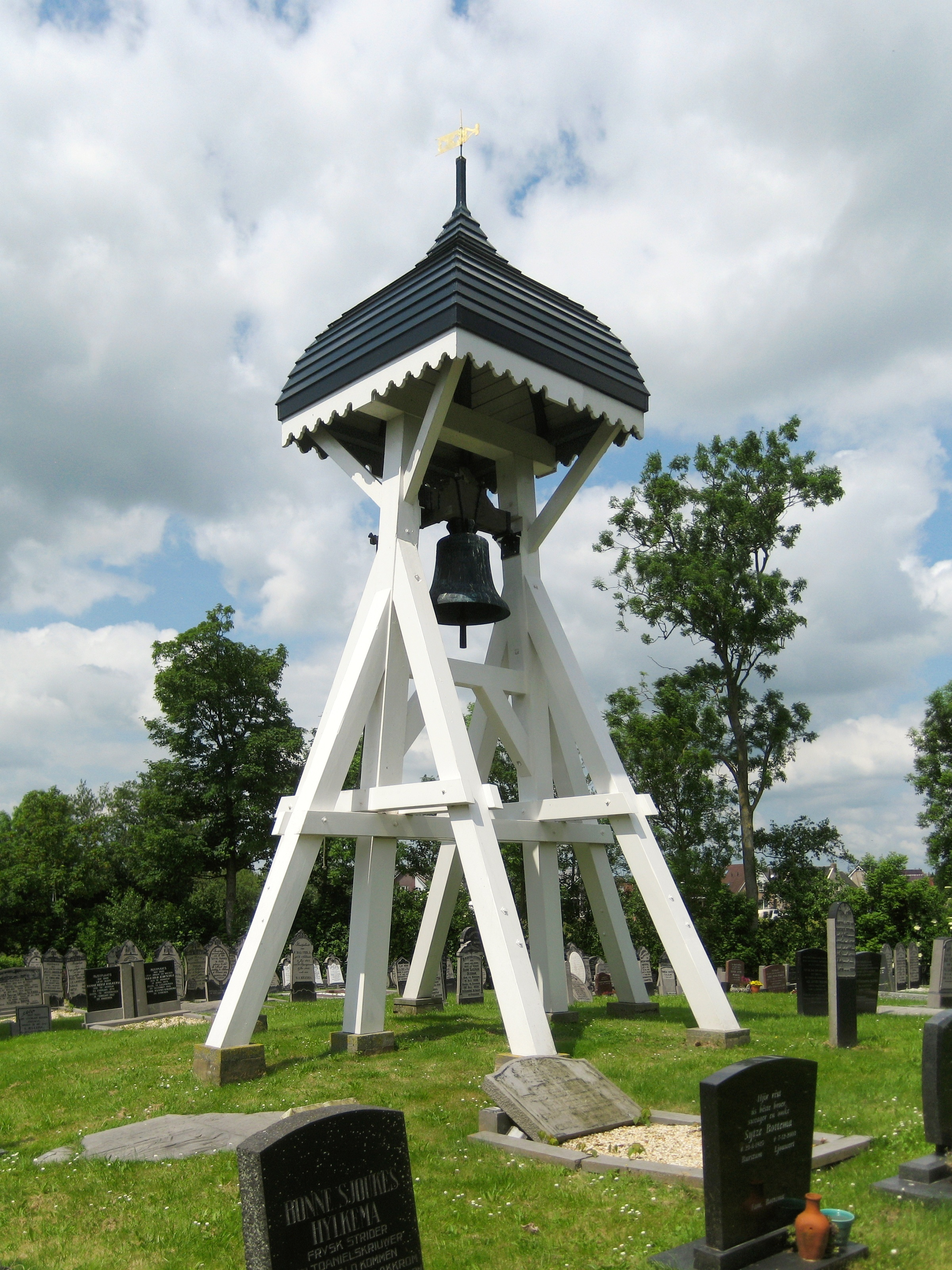
Klokkenstoelen
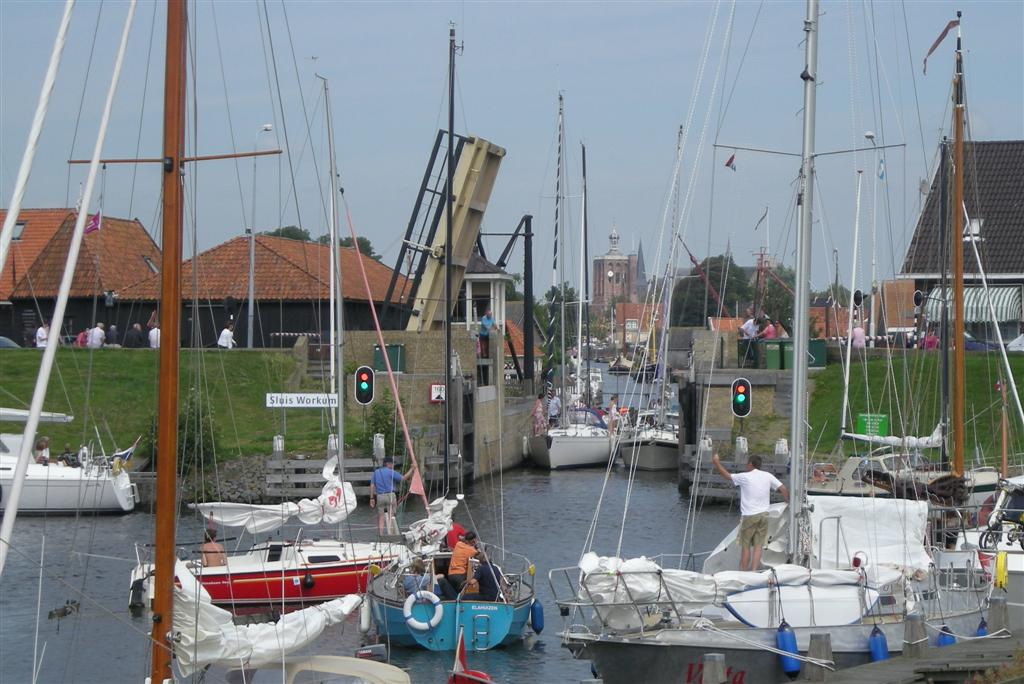
Sluizen en stuwen
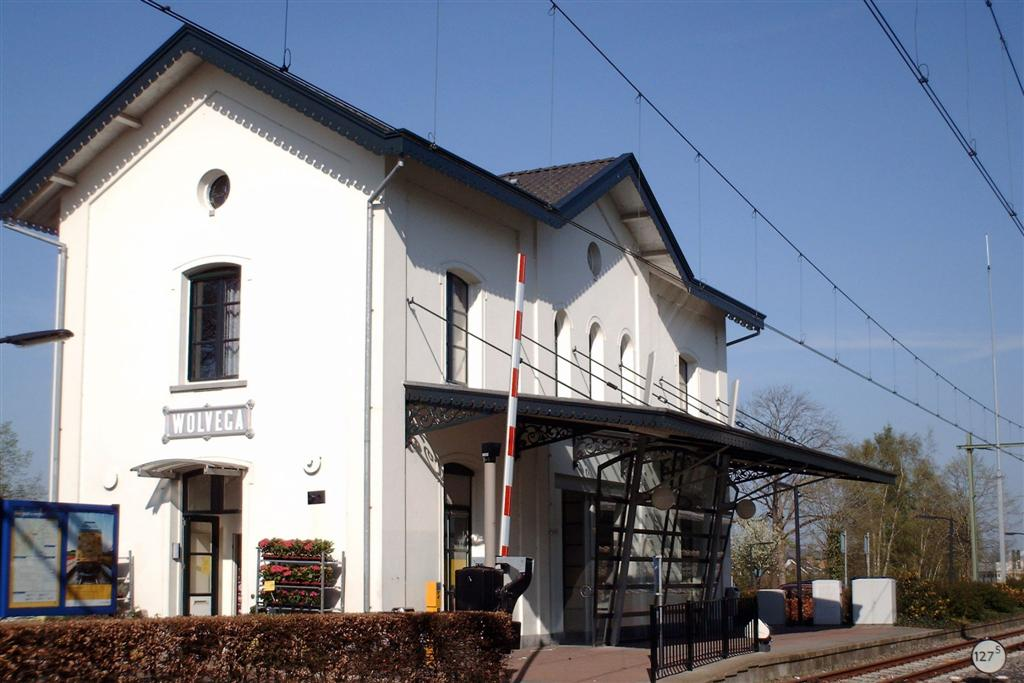
Stationsgebouwen
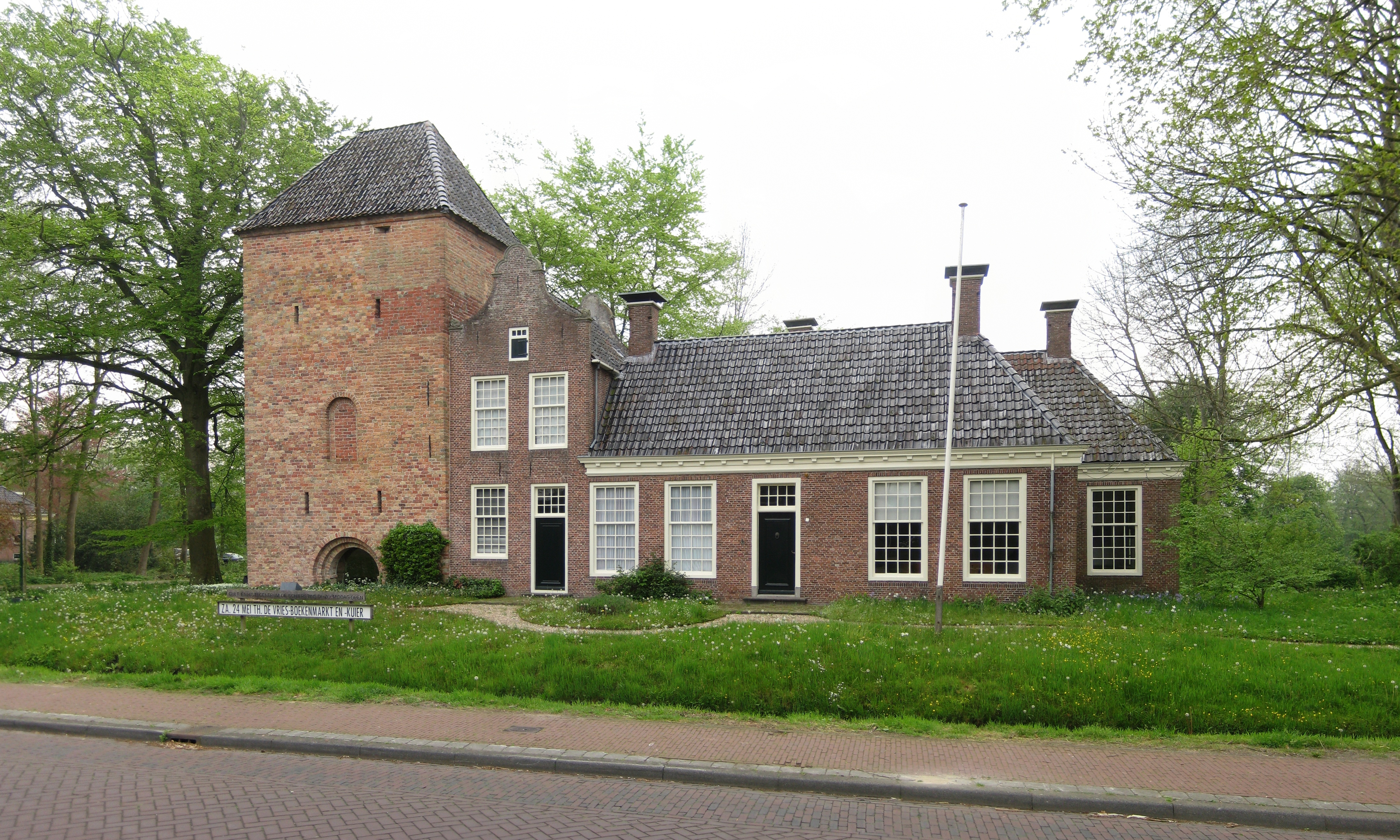
Stinsen
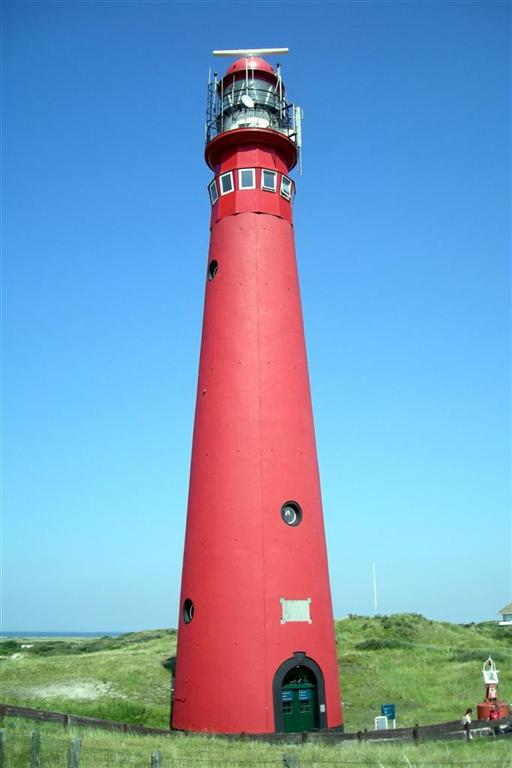
Vuurtorens
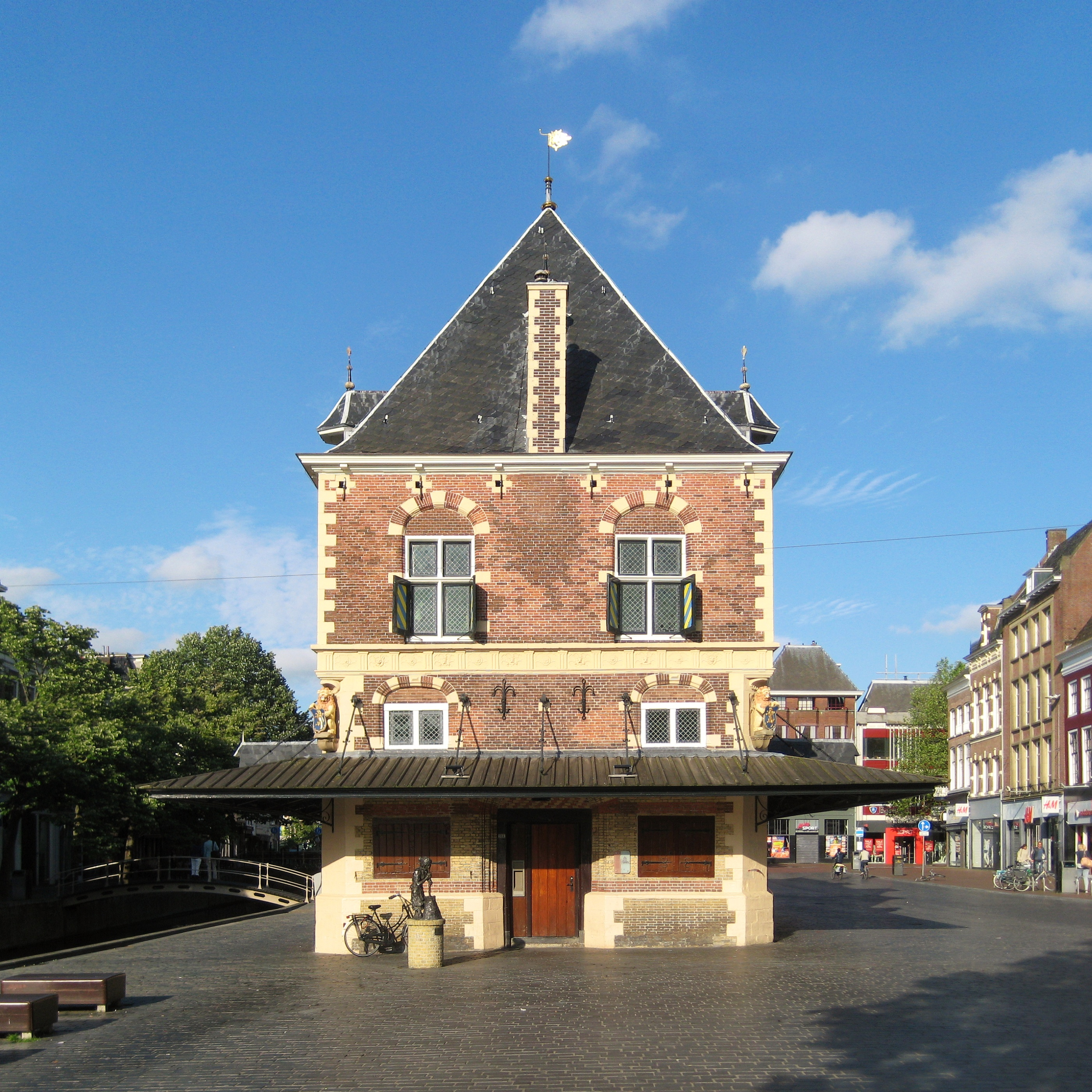
Waaggebouwen
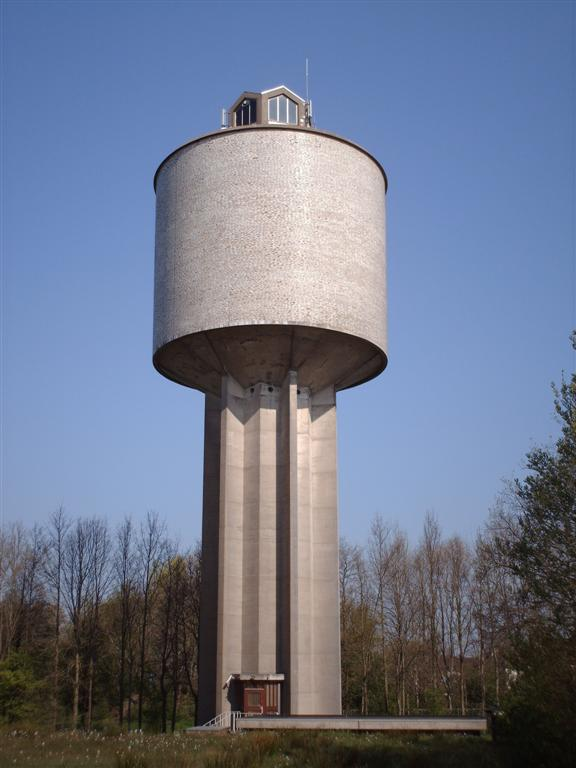
Watertorens
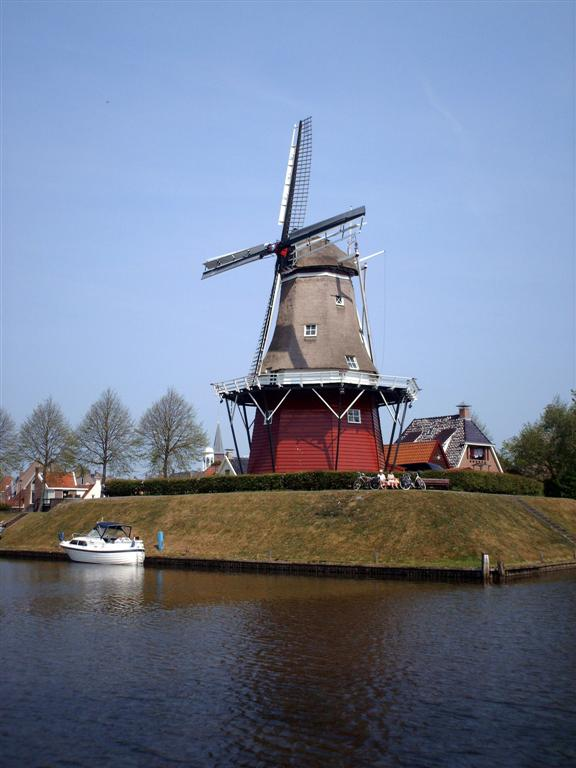
Windmolens
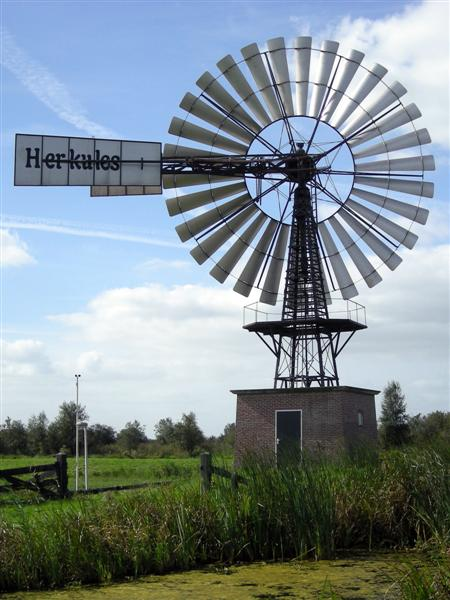
Windmotoren